# 202E busz (Budapest)
A budapesti 202E jelzésű autóbusz a Kőbánya-Kispest és a XVII. kerületi Kucorgó tér között közlekedik zónázó gyorsjáratként. A vonalat a Budapesti Közlekedési Zrt. üzemelteti. A BKV-s járműveket a Cinkotai és a Dél-pesti autóbuszgarázs állítja ki. Rákoscsaba körül körforgalmi járatként közlekedik a Pesti út – Zrínyi utca – Péceli út – Csabai út útvonalon, a 161-es és a 161E jelzésű járattal ellentétes irányban.

## Története
2008. szeptember 6-án a megszűnő Keresztúr-buszt két járat váltotta fel, amelyeknek az útvonalát meghosszabbították a korábbi 161-es és 162-es vonalán a Kucorgó térig, Rákoscsaba körül körforgalomban. A két járat a 201E és a 202E jelzést kapta.
2008. december 28-ától a KöKi Terminál bevásárlóközpont építési munkálatai miatt megszűnt a Kőbánya-Kispestnél lévő autóbusz-végállomás, helyette a buszok a korábbi P+R parkoló helyén kialakított ideiglenes végállomásra érkeztek. 2011. június 21-e és október 3-a között, az M3-as metróvonal Kőbánya-Kispest állomásának átépítése miatt a metróra való közvetlen átszállás érdekében, a Határ útig meghosszabbított útvonalon közlekedett. A kényelmesebb vasúti átszállás végett ideiglenesen megállt a Felüljáró megállóhelyen is, a Sibrik Miklós úti felüljáró északi oldalán. Az új autóbusz-végállomás elkészültével, október 4-étől ismét csak Kőbánya-Kispestig közlekedik.
A 202E buszról hiányzik az átszállási lehetőség a 168E buszra, mivel a 202E busz nem áll meg a két viszonylat közös szakaszán lévő Kossuth Nyomda megállóhelynél.

## Járművek
A járatra a BKV cinkotai és dél-pesti telephelye adja ki a járműveket, amik a paraméterkönyv szabályai szerint hétköznap Ikarus 280, Ikarus 435, Volvo 7000A, és Volvo 7700A típusú csuklós buszok, míg hétvégén Ikarus 412-es, Mercedes-Benz Conecto szóló buszok közlekednek a 202E vonalon.

## Útvonala
| Kőbánya-Kispest M → Kucorgó tér → Kőbánya-Kispest M | Kőbánya-Kispest M → Kucorgó tér → Kőbánya-Kispest M |
| --- | --------------------------------------------------- |
| Kőbánya-Kispest M vá. – Vak Bottyán utca – Gyömrői út – Újhegyi út – Kozma utca – Jászberényi út – Pesti út – Kucorgó tér – Zrínyi utca – Péceli út – Csabai út – Pesti út – Jászberényi út – Kozma utca – Újhegyi út – Gyömrői út – Vak Bottyán utca – Kőbánya-Kispest M vá. |                                                     |

## Megállóhelyei
| 0  | Kőbánya-Kispest M végállomás | 32 | 68, 85, 85E, 93, 93A, 98, 98E, 132E, 136, 148, 151, 182, 182A, 184, 193E, 200E, 268, 282E, 284E 575, 576, 577, 578, 580, 581 S21 S36 G43 S50 G50 Z50 IC, sebesvonat, gyorsvonat, expresszvonat P+R (KöKi Terminál) P+R (Kőbánya-Kispest) | Autóbusz-állomás, Metróállomás, Vasútállomás, Volánbusz-állomás |
| 4  | Bányató utca                 | 29 | |                                                                 |
| 6  | Új köztemető                 | 27 | 68, 95, 195, 268 28, 28A, 37 | XVII. kerületi temető                                           |
| 12 | Rézvirág utca                | 21 | 67, 68, 161, 161A, 161E, 162, 195, 261E, 262, 268 |                                                                 |
| 14 | 501. utca                    | 18 | 68, 161, 161A, 162, 195, 262, 268 |                                                                 |
| 15 | Akadémiaújtelep vasútállomás | 17 | 161, 161A, 162, 195, 262 S80 |                                                                 |
| 15 | 509. utca                    | 17 | 161, 161A, 162, 195, 262 |                                                                 |
| 16 | 513. utca                    | ∫  | 67, 97E, 161, 161A, 161E, 162, 169E, 195, 262 |                                                                 |
| 17 | Borsó utca                   | 15 | 67, 97E, 161, 161A, 161E, 162, 169E, 195, 261E, 262 | Tesco áruház                                                    |
| 18 | Kis utca                     | 14 | 97E, 161, 161A, 161E, 162, 169E, 195, 198, 261E, 262 |                                                                 |
| 19 | Bakancsos utca               | 13 | 46, 97E, 161, 161A, 161E, 162, 169E, 195, 198, 262 |                                                                 |
| 20 | Szent kereszt tér            | 12 | 46, 97E, 161, 161A, 161E, 162, 169E, 195, 198, 262 |                                                                 |
| 22 | Rákoskeresztúr, városközpont | 11 | 46, 97E, 98, 161, 161A, 161E, 162, 169E, 195, 198, 262 484, 485, 486, 504, 505, 506, 508, 509, 510 1070, 1075 | XVII. kerületi polgármesteri hivatal, Posta, Lakótelep          |
| 23 | Mezőtárkány utca             | ∫  | 97E, 161, 161E |                                                                 |
| 24 | Oroszvár utca                | ∫  | 97E, 161, 161E |                                                                 |
| 25 | Sági utca                    | ∫  | 97E, 161, 161E |                                                                 |
| 25 | Tápióbicske utca             | ∫  | 97E, 161, 161E 504, 505, 506, 508, 509, 510 |                                                                 |
| 26 | Kisvárda utca                | ∫  | 97E, 161, 161E |                                                                 |
| 27 | Vecsey Ferenc utca           | ∫  | 97E, 161, 161E |                                                                 |
| ∫  | Szárny utca                  | 9  | 161, 161E, 162, 169E, 262 |                                                                 |
| ∫  | Szabadság sugárút            | 7  | 161, 161E, 162, 169E, 262, 297 |                                                                 |
| ∫  | Lemberg utca                 | 6  | 161, 161E, 162, 169E, 262 |                                                                 |
| ∫  | Óvónő utca                   | 6  | 161, 161E, 169E |                                                                 |
| ∫  | Csaba vezér tér              | 5  | 161, 161E, 169E, 269, 298 |                                                                 |
| ∫  | Alsódabas utca               | 4  | 161, 161E, 162, 262, 298 |                                                                 |
| ∫  | Regélő utca                  | 2  | 161, 161E, 162, 262 |                                                                 |
| ∫  | Császárfa utca               | 1  | 161, 161E, 162, 262 |                                                                 |
| ∫  | Nagyszentmiklósi út          | 1  | 161, 161E, 162, 262 |                                                                 |
| 28 | Kucorgó tér végállomás       | 0  | 97E, 161, 161E, 162, 197, 262 504, 505, 506, 508, 509, 510 |                                                                 |